# Polygamie

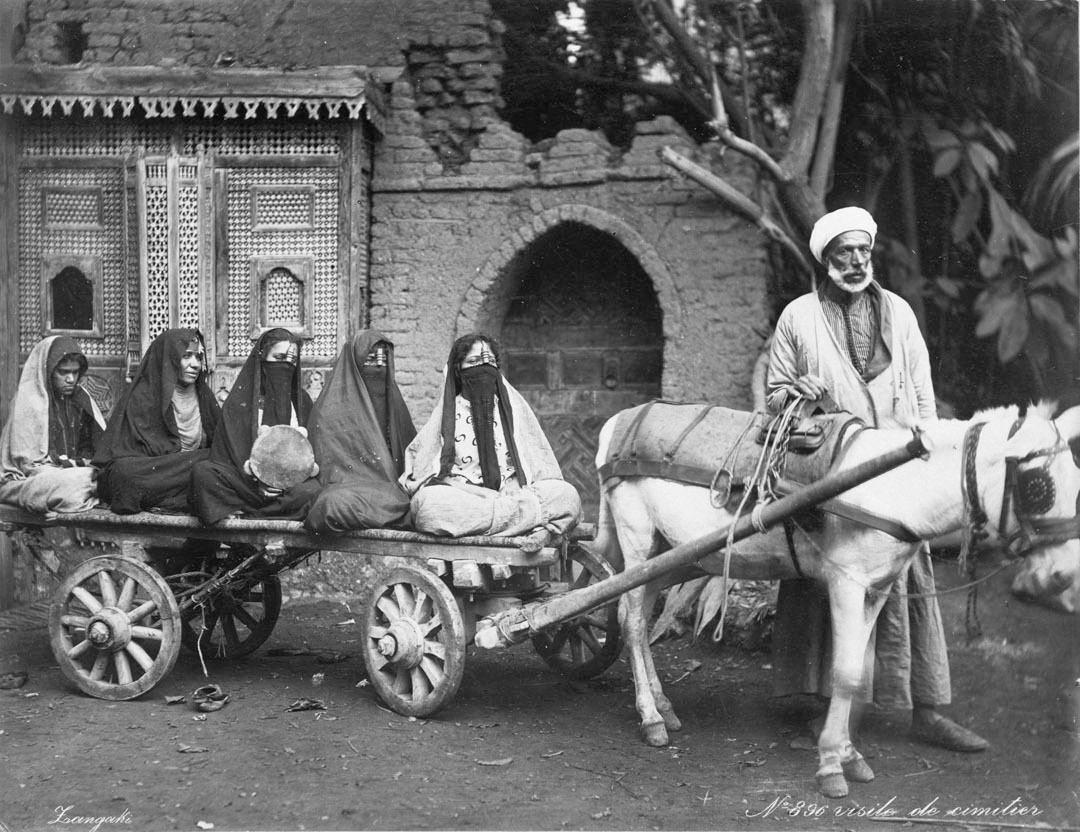
Polygamie – arabský muž se třemi manželkami a dvěma služkami

Polygamie nebo též mnohomanželství označuje současnou účast muže či ženy v manželství nebo pohlavním soužití s více jedinci. V užším pojetí termín polygamie označuje jen manželství jednoho muže s více ženami, tedy polygynii nebo též mnohoženství, opačné soužití jedné ženy s více muži se nazývá polyandrie či mnohomužství. Za opak polygamie se považuje monogamie, tedy výhradní vztah dvou jedinců (párové manželství).

## Název
Slovo polygamie má původ v řečtině. První část slova je nepravá předpona (prefixoid) poly-, která pochází z řeckého slova polys (česky „četný, mnohý“) a má význam „vícenásobný, mnohý“. Druhá část slova -gamie má potom původ v řeckém gamos, česky „sňatek“.
Slovo polygamie se též používá v užším pojetí, kdy označuje jen stav, kdy má muž více manželek (a nikoliv žena více manželů), synonymně se pro to používají též termíny polygynie či mnohoženství.
V přeneseném významu se slovo polygamie používá též v zoologii, kde označuje střídání partnerů při rozmnožování, a vedle člověka se tak týká i dalších druhů savců a ptáků. V dalším významu se slovo používá též v botanice, kde označuje tzv. mnohomanželnost, tedy současný výskyt oboupohlavných i jednopohlavných samčích i samičích květů na téže rostlině.

## Druhy polygamie
Rozlišujeme polygamii ženy a muže. Jestliže má muž více než jednu ženu, mluví se o polygynii či mnohoženství – např. islám toto muži umožňuje, ačkoli Mohamed doporučuje omezit se nanejvýš na čtyři manželky, protože vůči nim všem musí muž plnit své povinnosti rovným dílem; realita mnohoženství je zachycena i ve starších biblických knihách. V současné době se s polygynií setkáváme v Africe, v Mikronésii, na Sumatře nebo u některých původních obyvatel Severní Ameriky.
Pokud je tomu naopak a žena má více než jednoho muže, označuje se tento stav jako polyandrie či mnohomužství. S takovým soužitím se můžeme setkat např. u kmene Šerpů v Nepálu, Eskymáků či Tibeťanů, případně u některých společenství v Indii (např. kmene Džátů či Todů), kde se z důvodů chudoby může/mohlo více mužů složit na věno jediné ženy.
Existují však i kultury, kde je možné kombinovat obojí – polygynní polyandrie byla popsána například u Nyinbů v Tibetu.
Polygamní soužití mohou mít buď formu paralelních vztahů (polygamní účastník je členem několika samostatně žijících a hospodařících rodin) nebo jednoho skupinového manželství, případně může nést smíšené znaky obojího. V tradici některých východních kultur (osmanské, perské, čínské) žily ženy pána domu společně v harému, někdy s nimi byly ubytovány i další ženy – třeba matka pána domu, milenky pána domu, otrokyně – a do určitého věku i děti obojího pohlaví. V některých kulturách žily ve významných harémech až tisíce žen.
S rozvojem genetiky bylo podle pestrosti dědičných znaků (chromozomu X a Y) populací senegalských Mandenků, Baiaků z centrální Afriky a namibijských Sanů prokázáno, že do dědičné informace těchto etnik po desítky tisíciletí přispívalo mnohem méně mužů než žen. To svědčí o polygamním (polygynním) uspořádání vztahů a naznačuje, že i u ostatních etnik bylo z evolučního hlediska teprve nedávno nahrazeno monogamií.

## Historie
V Tóře (ve Starém zákoně) jsou popisovány předpisy týkající se polygamie, konkrétně o nich pojednává Exodus 21:10, v němž se uvádí, že vícenásobné manželství nesnižuje postavení první manželky; Deuteronomium 21:15–17 připisuje nutnost uznání dědictví prvorozenému synovi, ač má jeho otec více žen i dětí a ve stejné části Deuteronomia 17:17 tvrdí, že král by neměl mít příliš mnoho žen. Jedním z pramenů polygamie je levirátní sňatek, který požaduje po muži, aby si vzal a podporoval vdovu svého zesnulého bratra. Obvykle to však byli pouze bohatí muži, kteří si dopřávali mnohonásobné manželství. Příklady jsou Ezau, Isakův syn, který měl dvě manželky, Gideon, který měl celkem 70 synů s různými ženami, či král Rechabeám, jenž měl 18 manželek a 60 konkubín. 
V návaznosti na četné oběti třicetileté války povolil roku 1650 Norimberský parlament sňatky kněžím. Ti se po slibu, že budou své manželky čestně zaopatřovat a nepodporovat jejich vzájemné nepřátelství, mohli oženit až s deseti ženami.

## Polygamie jako náboženská praxe
Polygamie se v některých náboženstvích stala povolenou, či dokonce přikázanou praxí. Nejslavnějším biblickým polygamistou je pravděpodobně praotec Jákob, mající (nedobrovolně) dvě manželky.

### Křesťanství
V křesťanském prostředí je v současné době polygamie spojována především s Církví Ježíše Krista Svatých posledních dní.

### Islám
Když Muhammad přišel s islámským učením, byla v Arábii polygamní praxe běžná a ve společenském životě hluboce zakořeněná. V otázce způsobů soužití zde existovala značná volnost. Byla možné nejen polygamie a soužití s konkubínami, ale i polyandrie, manželé si též mohli vyměnit manželky mezi sebou.
Možnost polygamních svazků byla hojně využívána především v raném středověku, kdy byla situace ve společnosti velmi nejistá. Ve 20. století se ukázalo, že polygamie se stává raritou.